# Typhlodromus tiliae
Typhlodromus tiliae är en spindeldjursart som beskrevs av Oudemans 1929. Typhlodromus tiliae ingår i släktet Typhlodromus och familjen Phytoseiidae. Inga underarter finns listade i Catalogue of Life.